# 311 (album)
311 (noto anche come The Blue Album) è il terzo ed eponimo album in studio del gruppo musicale alternative rock statunitense 311, pubblicato nel 1995.

## Tracce
1. Down (Hexum, Martinez) – 2:53
2. Random (Sexton, Hexum, Martinez) – 3:07
3. Jackolantern's Weather (Sexton, Hexum, Martinez) – 3:24
4. All Mixed Up (Hexum, Martinez) – 3:02
5. Hive (Sexton, Hexum, Martinez) – 2:59
6. Guns (Are for Pussies) (Sexton, Hexum, Martinez) – 2:16
7. Misdirected Hostility (Hexum, Martinez) – 2:59
8. Purpose (Hexum) – 2:44
9. Loco (Mahoney, Hexum) – 1:53
10. Brodels (Sexton, Hexum, Martinez) – 3:32
11. Don't Stay Home (Hexum) – 2:43
12. DLMD (Hexum, Martinez) – 2:13
13. Sweet (Mahoney, Hexum, Martinez) – 3:15
14. T & P Combo (Mahoney, Wills, Hexum, Martinez) – 2:49

## Formazione
- Nick Hexum - voce, chitarra
- SA Martinez - voce, scratches
- Chad Sexton - batteria, percussioni
- Tim Mahoney - chitarra
- P-Nut - basso

## Classifiche
| Classifica (1995) | Posizione raggiunta |
| ----------------- | ------------------- |
| Stati Uniti       | 12                  |